# Kanton Villeneuve-sur-Yonne
Kanton Villeneuve-sur-Yonne (fr. Canton de Villeneuve-sur-Yonne) je francouzský kanton v departementu Yonne v regionu Burgundsko-Franche-Comté. Skládá se z 12 obcí. Před reformou kantonů 2014 ho tvořilo 8 obcí.

## Obce kantonu
od roku 2015:
- Armeau
- Les Bordes
- Bussy-le-Repos
- Chaumot
- Dixmont
- Étigny
- Marsangy
- Passy
- Piffonds
- Rousson
- Véron
- Villeneuve-sur-Yonne

před rokem 2015:
- Armeau
- Les Bordes
- Bussy-le-Repos
- Chaumot
- Dixmont
- Piffonds
- Rousson
- Villeneuve-sur-Yonne